# Mont Hog's Back
Ne doit pas être confondu avec Hogback Mountain.
Le mont Hog's Back est un mont de la réserve faunique des Chic-Chocs, dans le territoire non organisé de Mont-Albert, dans la municipalité régionale de comté (MRC) de La Haute-Gaspésie, dans la région de la Gaspésie–Îles-de-la-Madeleine, au Québec, au Canada. Il fait partie des monts Chic-Chocs qui sont rattachés à la chaîne des Appalaches.

## Toponymie
Le terme « Hog's Back » est d'usage courant dans le vocabulaire des géologues et géomorphologues de langue anglaise ; leurs homologues francophones préfèrent la forme « hogback ». Jadis, l'expression Hog's Back signifiait littéralement « dos d'âne ». Au fil du temps, le sens de l'expression se précise pour désigner une crête rectiligne présentant une carapace de roches résistantes et à fort pendage. Les cartes topographiques et géologiques indiquent cet oronyme depuis 1925. Le toponyme a été officialisé le 5 décembre 1968 à la Banque de noms de lieux de la Commission de toponymie du Québec.

## Géographie
Le mont Hog's Back est localisé au nord du mont Olivine, à une vingtaine de kilomètres au sud du mont Albert. Son sommet s'élève à une altitude de 810 m, selon la réserve faunique des Chic-Chocs, à partir de la lecture de la courbe de niveau la plus près sur la carte du ministère des Ressources naturelles. Le mont Hog's Back fait partie d'une vaste région au relief très accidentée, comportant des vallées profondément encaissées et de hauts sommets.

## Activités
Un sentier en boucle coté « difficile » s'étire sur 6,1 km avec un dénivelé de 433 m jusqu'au sommet. La sentier suit une crête. Le panorama est particulièrement dégagé dès que la ligne des arbres est dépassée, permettant depuis le sommet, étroit et généralement dénudé avec de rares conifères rabougris, une vue à 360 degrés avec le mont Vallières-de-Saint-Réal (versant sud) et le mont Albert (versant nord).
Des skieurs pratiquent le ski de montagne sur les pentes du mont Hog's Back. La montée en raquettes et la descente à skis durent environ trois heures.